# Rajóny na Ukrajině

Mapa Ukrajiny s vyznačenými oblastmi a jejich rajóny

Oblasti na Ukrajině se dělí na územněsprávní jednotky vyšší úrovně zvané rajóny.
V roce 2020 proběhla reforma, při které se snížil počet rajónů ze 490 na 136. Zároveň se do rozšířených, případně nově vytvořených, rajónů začlenila bývalá města oblastního významu, která byla pod správou oblastí. Města Kyjev a Sevastopol nejsou součástí rajónu, protože mají zvláštní postavení.
De iure je na Ukrajině ale 140 rajónů, protože na okupované Autonomní republice Krym neproběhla plánovaná redukce 14 rajónů na 10 nových. Dalších 7 rajónů je na nekontrolovaném území Luhanské a Doněcké oblasti.
Města se zvláštním statusem (Kyjev a Sevastopol) a 22 největších a nejvýznamnějších měst se dělí na městské obvody také nazývaných rajóny. K roku 2020 jich bylo celkově 108 (14 v městech se zvláštním statusem a 94 v dalších městech).

## Seznam rajónů na Ukrajině
| Oblast                        | Rajóny |
| ----------------------------- | --- |
| Čerkaská oblast (4)           | Čerkaský • Umaňský • Zolotonošský • Zvenyhorodský |
| Černihivská oblast (5)        | Černihivský • Korjukivský • Nižynský • Prylucký • Siverskonovhorodský |
| Černovická oblast (3)         | Černovický • Dněsterský • Vyžnycký |
| Dněpropetrovská oblast (7)    | Dniperský • Kamjanský • Kryvorižský • Nikopolský • Novomoskovský • Pavlohradský • Synelnykovský                                                                                                 |
| Doněcká oblast (8)            | Bachmutský • Doněcký • Horlivský • Kalmiuský • Kramatorský • Mariupolský • Pokrovský • Volnovašský                                                                                              |
| Charkovská oblast (7)         | Bohoduchivský • Čuhujivský • Charkovský • Izjumský • Krasnohradský • Kupjanský • Lozovský |
| Chersonská oblast (5)         | Beryslavský • Heničeský • Chersonský • Kachovský • Skadovský |
| Chmelnycká oblast (3)         | Chmelnycký • Podolskokamenecký • Šepetivský |
| Ivanofrankivská oblast (6)    | Ivanofrankivský • Kalušský • Kolomyjský • Kosivský • Nadvirenský • Verchovynský |
| Kirovohradská oblast (4)      | Holovanivský • Kropyvnycký • Novoukrajinský • Oleksandrijský |
| Kyjevská oblast (7)           | Bilocerkevský • Boryspilský • Brovarský • Bučský • Fastivský • Obuchivský • Vyšhorodský |
| Luhanská oblast (8)           | Alčevský • Dovžanský • Luhanský • Roveňský • Severodoněcký • Starobilský • Svatovský • Ščasťský                                                                                                 |
| Lvovská oblast (7)            | Červonohradský • Drohobyčský • Javorivský • Lvovský • Sambirský • Stryjský • Zoločivský |
| Mykolajivská oblast (4)       | Baštanský • Mykolajivský • Pervomajský • Voznesenský |
| Oděská oblast (7)             | Berezivský • Bolhradský • Dnistrovskobilhorodský • Izmajilský • Oděský • Podilský • Rozdilenský                                                                                                 |
| Poltavská oblast (4)          | Kremenčucký • Lubenský • Myrhorodský • Poltavský |
| Rovenská oblast (4)           | Dubenský • Rovenský • Sarenský • Varašský |
| Sumská oblast (5)             | Konotopský • Ochtyrský • Romenský • Sumský • Šostský |
| Ternopilská oblast (3)        | Čortkivský • Kremenecký • Ternopilský |
| Vinnycká oblast (6)           | Hajsynský • Chmilnycký • Podilskomohylivský • Tulčynský • Vinnycký • Žmerynský |
| Volyňská oblast (4)           | Kašyrskokamiňský • Kovelský • Lucký • Volodymyrský |
| Zakarpatská oblast (6)        | Berehovo • Chust • Mukačevo • Rachov • Ťačiv • Užhorod |
| Záporožská oblast (5)         | Berďanský • Melitopolský • Položský • Vasylivský • Záporožský |
| Žytomyrská oblast (4)         | Berdyčivský • Korosteňský • Zvjahelský • Žytomyrský |
| Autonomní republika Krym (14) | Bachčisarajský • Bilohirský • Čornomorský • Džankojský • Kirovský • Krasnohvardijský • Krasnoperekopský • Leninský • Nyžňohirský • Pervomajský • Rozdolenský • Sacký • Simferopolský • Sovětský |

Plánovaná redukce rajónů v Autonomní republice Krym: Bachčisarajský, Bilohirský, Džankojský, Fedosijský, Jaltský, Jevpatorijský, Kerčský, Kurmanský, Perekopský, Simferopolský

## Seznam městských rajónů na Ukrajině
města se speciálním statusem
- Kyjev (10) - Darnycký (Darnyckyj), Desenský (Desňanskyj), Dněperský (Dniprovskyj), Holosijivský (Holosijivskyj), Oboloňský (Obolonskyj), Pečerský (Pečerskyj), Podilský (Podilskyj), Solomjanský (Solomjanskyj), Svjatošynský (Svjatošynskyj), Ševčenkovský (Ševčenkivskyj)
- Sevastopol (4) - Balaklavský (Balaklavskij / Balaklavskyj), Gagarinský (Gagarinskij / Haharinskyj), Leninský (Leninskij / Leninskyj), Nachimovský (Nachimovskij / Nachimovskyj)

další města
- Čerkasy (2) - Prydniprovskyj, Sosnivskyj
- Černihiv (2) - Desňanskyj, Novozavodskyj
- Dnipro (8) - Amur-Nyžnodniprovskyj, Centralnyj, Čečelivskyj, Industrialnyj, Novokodackyj, Samarskyj, Sobornyj, Ševčenkivskyj
- Doněck (9) - Buďonnivskyj, Kalininskyj, Kirovskyj, Kujbyševskyj, Kyjivskyj, Leninskyj, Petrovskyj, Proletarskyj, Vorošylovskyj
- Horlivka (3) - Centralno-Miskyj, Kalininskyj, Mykytivskyj
- Charkov (9) - Cholodnohirskyj, Industrialnyj, Kyjivskyj, Nemyšljanskyj, Novobavarskyj, Osnovjanskyj, Saltivskyj, Slobidskyj, Ševčenkivskyj
- Cherson (3) - Dniprovskyj, Korabelnyj, Suvorovskyj
- Kamjanske (3) - Dniprovskyj, Pivdennyj, Zavodskyj
- Kremenčuk (2) - Avtozavodskyj, Krjukivskyj
- Kropyvnyckyj (2) - Fortečnyj, Podilskyj
- Kryvyj Rih (7) - Centralno-Miskyj, Dovhyncivskyj, Inhuleckyj, Metalurhijnyj, Pokrovskyj, Saksahanskyj, Ternivskyj
- Luhansk (4) - Artemivskyj, Kamjanobridskyj, Leninskyj, Žovtnevyj
- Lvov (6) - Frankivskyj, Halyckyj, Lyčakivskyj, Sychivskyj, Ševčenkivskyj, Zaliznyčnyj
- Makijivka (5) - Centralno-Miskyj, Červonohvardijskyj, Hirnyckyj, Kirovskyj, Sovjetskyj
- Mariupol (4) - Centralnyj, Kalmiuskyj, Livoberežnyj, Prymorskyj
- Mykolajiv (4) - Centralnyj, Inhulskyj, Korabelnyj, Zavodskyj
- Oděsa (4) - Kyjivskyj, Malynovskyj, Prymorskyj, Suvorovskyj
- Poltava (3) - Kyjivskyj, Podilskyj, Ševčenkivskyj
- Simferopol (3) - Centralnyj, Kyjivskyj, Zaliznyčnyj
- Sumy (2) - Kovpakivskyj, Zaričnyj
- Záporoží (7) - Dniprovskyj, Chortyckyj, Komunarskyj, Oleksandrivskyj, Ševčenkivskyj, Voznesenivskyj, Zavodskyj
- Žytomyr (2) - Bohunskyj, Korolovskyj